# Urðir (berg i Island, Norðurland vestra)
Urðir är ett berg i republiken Island. Det ligger i regionen Norðurland vestra, 200 km norr om huvudstaden Reykjavík. Toppen på Urðir är 400 meter över havet.
Trakten runt Urðir är nära nog obefolkad, med mindre än två invånare per kvadratkilometer. Närmaste större samhälle är Blönduós, omkring 13 kilometer sydväst om Urðir. Trakten runt Urðir består i huvudsak av gräsmarker.